# Tây Phong (xã)
Tây Phong là một xã thuộc huyện Cao Phong, tỉnh Hòa Bình, Việt Nam.
Xã Tây Phong có diện tích 22.06 km², dân số năm 1999 là 4496 người, mật độ dân số đạt 204 người/km².